# Laila Mohsen
Laila Ali Mohsen (in arabo ليلى علي محسن‎?; 22 agosto 2000) è una nuotatrice artistica egiziana.

## Palmarès

### Coppa del Mondo
- 1 podio:
  - 1 secondo posto (1 nella gara a squadre)